# Kazimierz Nitsch
Kazimierz Ignacy Nitsch, poljski jezikoslovec, predavatelj in akademik, * 1. februar 1874, † 26. september 1958.
Nitsch je deloval kot profesor poljskega jezika na Jagelonski univerzi v Krakovu in bil dopisni član Slovenske akademije znanosti in umetnosti (od 7. novembra 1947).